# Тихонова, Анна Вячеславовна
Анна Вячеславовна Тихонова (род. 5 июля 1969, Москва) — советская и российская актриса, кинопродюсер. Директор творческо-производственной студии «Актёр кино».

## Биография
Анна Тихонова родилась 5 июля 1969 года в Москве в семье народного артиста СССР Вячеслава Васильевича Тихонова и педагога, переводчицы с французского языка Тамары Ивановны.
Выросла на Старом Арбате, где окончила среднюю школу № 12 с углублённым изучением французского языка. Поступила во ВГИК, училась в творческой мастерской народного артиста СССР Сергея Бондарчука.
Дебютировала в политическом детективе Игоря Гостева «Европейская история», где главную роль сыграл её отец, прославленный советский актёр Вячеслав Тихонов. Затем появилась на экране в образе девушки одного из главных героев в драме «Белые вороны», а также — в роли продавца универмага в трагикомедии «В городе Сочи — тёмные ночи».
В начале 1990-х Анна Тихонова сыграла главные роли в трагикомедии «Комитет Аркадия Фомича», боевике «Мускал», музыкальной комедии «Влюблённый манекен», лирической драме «Призраки зелёной комнаты», мелодраме «Полёт ночной бабочки». Последняя картина завоевала в 1993 году шесть призов на первом кинофестивале коммерческих фильмов в Минске. В середине 1990-х А. Тихонова снялась в главных ролях в лирической комедии «Авантюра», криминальной комедии «Агапэ» и мелодраме «Милый друг давно забытых лет».
В 1989 году Вячеславом Тихоновым и Юрием Чекулаевым была основана творческо-производственная студия «Актёр кино», где Анна занялась продюсерской деятельностью. Наиболее значительной работой, снятой на этой студии, был фильм «Семнадцать мгновений Славы» (2003), посвящённый 75-летнему юбилею Вячеслава Тихонова.
После кончины Вячеслава Тихонова в 2009 году выступила в печати с воспоминаниями об отце, резко негативно отнеслась к появлению раскрашенной версии культового телесериала «Семнадцать мгновений весны», принимала усилия по сохранению и популяризации чёрно-белого подлинника картины.
В 2009 году семьёй актёра вместе с ветеранами разведки был основан благотворительный Фонд имени Вячеслава Тихонова. После кончины отца Анна стала директором этого Фонда.
С 2017 года является инициатором проведения и президентом Кинофестиваля «17 мгновений…» имени Вячеслава Тихонова в Павловском Посаде.

## Общественная позиция
В марте 2022 года подписала обращение в поддержку военного вторжения России на Украину. В мае 2022 года Латвия запретила Тихоновой въезд в страну из-за поддержки вторжения и оправдывания российской агрессии.

## Семья
Отец — Вячесла́в Васи́льевич Ти́хонов (1928—2009) — советский и российский актёр кино и озвучивания. Герой Социалистического Труда (1982), народный артист СССР (1974).
Мать — Тамара Ивановна Тихонова (1944—2014), окончила филологический факультет МГУ по специальности преподаватель французского языка, переводчик, работала в ВО «Совэкспортфильм».
Единокровный брат — Владимир Вячеславович Тихонов (1950—1990), актёр, заслуженный артист РСФСР.
Муж — Николай Георгиевич Вороновский (род. 21 июня 1962), режиссёр.
- Два сына-близнеца — Вячеслав Николаевич и Георгий Николаевич (род. 2005)[3].

## Награды
- Приз молодёжного жюри кинофестиваля «Литература и кино»[6]

## Фильмография
Актриса:
- 1984 — Европейская история — Валерия, дочь Лоссера
- 1988 — Белые вороны — Настя
- 1988 — Шурави
- 1989 — В городе Сочи — тёмные ночи — Жанна Фролова
- 1990 — Взбесившийся автобус — Наталья Владимировна, учительница
- 1990 — Комитет Аркадия Фомича
- 1990 — Мускал — Маша
- 1991 — Влюблённый манекен — Наташа
- 1991 — Крепкий мужик — Ирина
- 1991 — Призраки зелёной комнаты — Дженни Вильерс
- 1992 — Полёт ночной бабочки — Алёна
- 1995 — Авантюра — Анна Мельник («Купон»)
- 1996 — Агапэ — Марго
- 1996 — Милый друг давно забытых лет... — Маша

Продюсер:
- 2003 — Семнадцать мгновений Славы (документальный)
- 2005 — Глазами волка
- 2010 — Нуучча